# Нижнебиккузино
Нижнебиккузино (баш. Түбәнге Бикҡужа) — деревня в Кугарчинском районе Республики Башкортостан Российской Федерации. Административный центр Нижнебиккузинского сельсовета.

## География

### Географическое положение
Находится на берегу реки Белой.
Расстояние до:
- районного центра (Мраково): 42 км,
- ближайшей ж/д станции (Мелеуз): 87 км.

## Население
| 2002 | 2009 | 2010 |
| ---- | ---- | ---- |
| 309  | ↘303 | ↘263 |

Национальный состав
Согласно переписи 2002 года, преобладающая национальность — башкиры (79 %).